# Puy de Lemptégy
Le puy de Lemptégy est un volcan de la chaîne des Puys, en Auvergne-Rhône-Alpes, une zone volcanique de France métropolitaine toujours potentiellement active (dite en sommeil). C'est aussi, par aménagement, un musée naturaliste présentant à ciel ouvert un intérieur de volcan excavé par une exploitation attentive des matériaux non ou peu cohésifs, la pouzzolane, mettant ainsi en évidence l'architecture interne d'alimentation des bouches éruptives, à savoir les cheminées volcaniques centrales et un système de dykes latéraux. Une exposition et en saison, des animations, complètent l'aménagement. Ce site, par son intérêt pédagogique unique en France métropolitaine et rare en Europe occidentale, est fréquemment visité par des groupes scolaires et utilisé en enseignement sur le terrain par des groupes universitaires.

## Toponymie
Le nom du site dériverait d'un personnage gallo-romain nommé Anticius ou Antius, et au XIIIe siècle il était cartographié sous le nom « montagne d'Antezi », et « Antézil » (XIIIe – XVe siècle).

## Géographie

### Localisation
Ce site est situé en Auvergne, sur la commune de Saint-Ours-les-Roches, à une quinzaine de kilomètres à l'ouest de Clermont-Ferrand. Il se trouve au nord de la D 941, presque en face du parc d'attractions Vulcania, au sud de la même route.

### Topographie
Avant l'exploitation comme carrière de pouzzolane, le cône volcanique se présentait comme un relief assez faible, d'environ 55 mètres de hauteur (par rapport à la route) et son altitude était d'environ 1 019 mètres. Ses pentes étaient douces et il était couvert de prés à pâturage. Le cône était égueulé vers le sud-ouest, c'est-à-dire que son cratère était ouvert dans cette direction. Le point culminant se trouvait sur la lèvre est du cratère de ce cône. Aujourd'hui, l'endroit le plus profond de l'ancienne exploitation se trouve à environ 85 mètres sous l'ancien point culminant, à peu près à l'aplomb de ce qui en fut le sommet.

### Géologie
Le site dit du puy de Lemptégy est un ensemble de deux appareils volcaniques, qui géomorphologiquement formaient un cône de scories. Ces deux appareils ont été appelés Lemptégy 1 pour le plus ancien, et Lemptégy 2 pour le plus récent. Le cône de scories s'est construit par la succession des éruptions de magmas plutôt fluides, faiblement à modérément explosives, appelées « stromboliennes », alternant des phases effusives, signalées par des coulées de lave, et des phases explosives, associées aux empilements pyroclastiques, formant ici l'essentiel de l'édifice, en fait le matériau qui a été exploité, la pouzzolane. Les études réalisées depuis les années 1970 par les volcanologues de Clermont-Ferrand ont permis d'identifier le volcan Lemptégy 1 comme un petit cône adventif du puy des Gouttes voisin. Les restes de ce cône exhumés par l'exploitation laissent entrevoir une forme complexe, éloignée de la forme habituelle des cônes. Cela est probablement dû au fait que l'activité éruptive, très faible, a eu lieu sur plusieurs points de sortie plus ou moins simultanément : les volcanologues appellent cela « champ de spatter-cones ». Des coulées de lave ont été produites au cours de cette éruption. Lemptégy 2 a été construit par une activité strombolienne plus classique, un peu plus soutenue (mais globalement modérée toutefois, en comparaison avec les autres édifices semblables de la région, notamment le puy des Gouttes). Si l'on prend en compte sa hauteur historiquement connue et cartographiée (environ 55 mètres au-dessus de la cheire environnante) et l'estimation de son âge (environ 30 000 ans) et donc son niveau d'érosion, sa hauteur à la fin de l'éruption devait avoisiner les 80 m, pour environ 350 à 400 m de diamètre à la base : des dimensions relativement modestes, qui suggèrent une éruption assez courte (de l'ordre de quelques semaines, très probablement moins d'un an en tout état de cause). Comme tout le cône Lemptégy 2 a été construit au cours de cette éruption, il est dit « monogénique ». Des coulées de lave ont, là encore, été produites pendant l'éruption. L'une des particularités du site est que les cheminées volcaniques des deux éruptions (ainsi que de très nombreux détails utiles aux volcanologues et à des exogéologues) ont été découvertes. Elles ont pu être étudiées grâce à une collaboration importante et remarquable entre carriers et volcanologues.

#### Un exemple remarquable exposant les faciès «cœur de cône» et «bas de cône»
La couleur des scories dans le volcan (particulièrement visible dans Lemptégy 2) peut fortement varier de gris sombre presque noir, à un rouge brun : cette couleur est en lien direct avec le niveau d'oxydation du fer qu'elles contiennent. Cette oxydation a été permise par un maintien à haute température (peut-être plus de 600 °C) près du système d'alimentation (cheminée et dykes radiaux) plus long dans le temps que plus loin de ces sources de chaleur. Concrètement, le fer y est plus oxydé (sous la forme Fe2O3), ce qui donne une teinte rouge-brun. Les volcanologues appellent cette zone le faciès « cœur de cône ». Plus loin des zones d'apport de chaleur qui maintiennent suffisamment longtemps des hautes températures, typiquement là où le refroidissement ramène la température des roches éruptées à basse température (typiquement moins de 600 °C) en quelques semaines à quelques mois, le fer est moins oxydé (il reste essentiellement sous la forme FeO), et il donne une teinte plutôt gris sombre à noir aux scories : cette zone est dite le faciès « bas de cône ».

## Histoire
En raison de ses modestes dimensions (en comparaison des autres volcans de la chaîne des Puys), il n'a pas particulièrement attiré l'attention des naturalistes, ni des scientifiques qui ont pris le relais. Mais les scories qui le forment peuvent servir de pouzzolane : c'est pour cela qu'il a été exploité à partir de la fin de la Seconde Guerre mondiale. Leur utilisation a été très variée : fabrication de parpaings, béton léger, sous-couche pour stades de football et courts de tennis, litière pour chat, sablage de route en hiver… 

### Découverte géologique et analyse du site

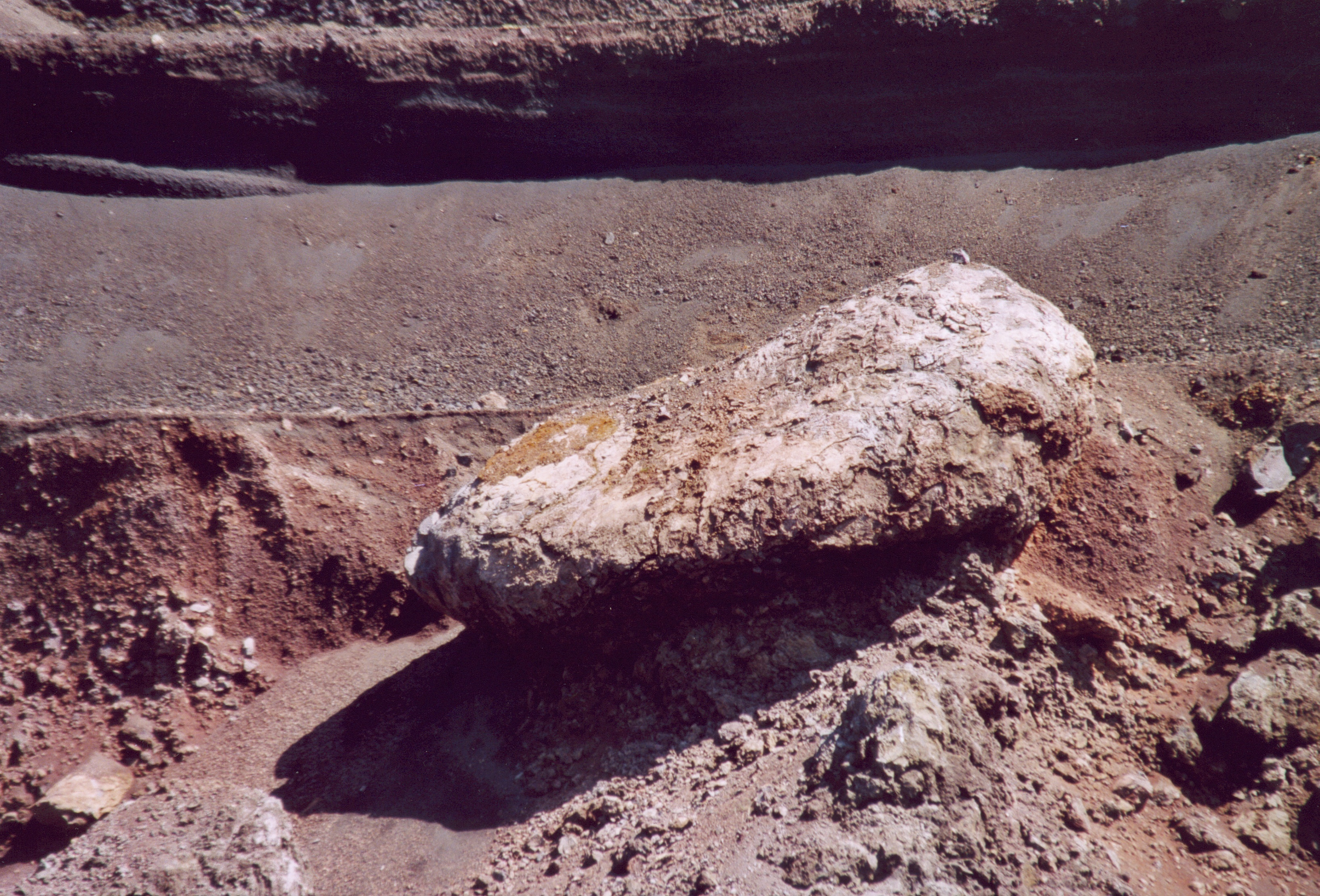
Bombe volcanique du site.

En 1972, l'exploitation est reprise par la famille Montel qui, grâce à sa collaboration avec les volcanologues clermontois, comprend l'intérêt d'une préservation du site. En effet l'extraction industrielle de pouzzolane par des excavatrices standard ne permettant pas d'entamer les roches plus dures des cheminées, des bombes volcaniques, celles-ci se dégagent au fur et à mesure de l'exploitation. L'extraction des matériaux, qui se fait à ciel ouvert, est poursuivie de manière à préserver l'intérêt scientifique, pédagogique et touristique, et permet une ouverture au public en 1992.
L'exploitation de la pouzzolane a cessé en décembre 2006. Le puy de Lemptégy devient alors un site culturel, d'intérêt scientifique et touristique ainsi que celui d'une ancienne exploitation minière à ciel ouvert de 10 ha, 60 mètres de profondeur, sur un parcours de 1,5 km permettant de découvrir une coulée de lave, de traverser un filon de dykes et de toucher des bombes volcaniques.